# كارلوس عازار
كارلوس عازار (25 يناير 1981-) ممثل ومغني ومقدم برامج لبناني.

## حياته
ولد في جزين، والده المطرب جوزيف عازار. تلقى تعليمه في مدرسة القديس يوسف - عينطورة
أكمل دراسته الجامعية وحصل على درجة الماجستير في المسرح، تخصص في الغناء الشرقي في المعهد الوطني للموسيقى، علماً أنه يعشق العزف على كل من البيانو والعود.
ارتبط بعلاقة حب مع الممثلة جويل داغر لكنهما انفصلا

## مشواره المهني
عام 2001 بعد تخرجه شارك بدور ثانوي في مسلسل «فاميليا». اشتهر بأدواره على الشاشة الصغيرة، شارك في مسلسل باب إدريس الذي تدور أحداثه في الأربعينيات قبل استقلال لبنان، والنضال ضد المُستعمِر الفرنسي الذي جعله ينتقل من الهواية إلى الاحتراف، بالإضافة إلى أنه يظهر حالياً في مسلسل «عصر الحريم» حيث أن شخصيته مغايرة تماماً لدوره في مسلسل «بين بيروت ودبي» فهنا شخصيته تأتي دور الشخص المتعجرف، وهذا عكس ما أخذ عليه الجمهور عن كارلوس في مسلسلاته.عام 2016 شارك في مسلسل وين كنتي توالت بعدها أعماله في التمثيل والغناء

## أعماله

### في التلفزيون
- (2025): خطيئة أخيرة
- (2022): ستيليتو
- (2021): لغز الأقوياء
- (2021): خيبة أمل
- (2021): حادث قلب
- (2021): لا حكم عليه
- (2020): دفعة بيروت
- (2020): درب الياسمين
- (2020): غربة
- (2018): حدوتة حب :خماسية ألماز
- (2018): ثورة الفلاحين
- (2017): وين كنتي (ج 2)
- (2017): قلب العدالة
- (2016): وين كنتي
- (2015): درب الياسمين
- (2015): سولو الليل الحزين
- (2014): عشرة عبيد صغار
- (2013): حلو الغرام
- (2012): ديوو الغرام
- (2011): باب إدريس
- (2011): أجيال
- (2010): نقطة حب
- (2009): ثبات ونبات
- (2009): من أجل عينيها
- (2008): الليلة الأخيرة
- (2008): عصر الحريم
- (2008): أوتيل الأفراح
- (2008): بين بيروت ودبي
- (2007): دموع رابحة
- (2007): فيفتي فيفتي
- (2007): مالح يا بحر
- (2005): كبرياء وندم
- (2006): الحل بإيدك
- (2005): إبني
- (2006): فرن الصبايا.كوم
- (2004): فاميليا ج2
- (2003): زمن الأوغاد
- (2001): فاميليا 1

### أفلام
- (2018):فيلم ملا علقة
- (2017): زفافيان
- (2017): ولعانة
- (2014):فيتامين
- (2016):كاش فلو 2
- (2011): كاش فلو 1
- (2004): معجزة
- (2003): دومينكو سيفيو

### مسرحيات
- 2024:تحت رعاية زكور [6]

- الأيام
- (2010): البروفويسور
- (2009): عالطريق.
- (2003): المفتش
- (2003): رباعية الخيام

### مشاركته في برنامج ديو المشاهير
- (2011): شارك بصوته في برنامج ديو المشاهير عام على قناة أل بي سي، وفاز بالمركز الثاني، وتبرع بالمبلغ المادي الذي حصل عليه لإحدى الجمعيات الخيرية في لبنان لعلاج إدمان المخدرات، علماً أن الفنانة اللبنانية ماغي بو غصن قد فازت حينها بالمركز الأول وتبرعت أيضا بمبلغها وقد شاركته بدويتو غنائي تحت اسم قصتنا (ديو الغرام).

### تقديم البرامج
- (2004-2007): "صباح الخير يا لبنان: تلفزيون لبنان[7]
- (2007-2009): يوم جديد:أو تي في ".
- (2010): مين لمين، سيناريست:أو تي في ".
- (2018): كلنا للوطن:قناة الجديد[8]

### الإعلانات
- قدم إعلانات الخاصة بالمنتجات العالمية مثل شامبو هيد آند شولدرز ودعاية شركة "STARTEC" للإتصالات.

### الغناء
- قصة وقت
- احبك واريدك
- يا مجنونة
- حلو الغرام

## جوائز
- لبنان: أفضل ممثل مساعد عن دوره في مسلسل الليلة الأخيرة 2008

## وصلات خارجية
- كارلوس عازار على موقع IMDb (الإنجليزية)
- كارلوس عازار على موقع قاعدة بيانات الأفلام العربية